# Холмская, Зинаида Васильевна
Зинаи́да Васи́льевна Хо́лмская (урождённая Крестовоздви́женская, в первом браке Тимофе́ева; 1866—1936) — российская актриса, антрепренёр, издатель.

## Биография
В 1891 году окончила Музыкально-драматическое училище Московского филармонического общества; ученица В. И. Немировича-Данченко.
Играла в театрах Брянска, Риги, Екатеринбурга, Костромы, Киева.
С 1895 года живёт и работает в Санкт-Петербурге. В этом же году принята в труппу Театра Литературно-художественного общества.
В 1904—1906 годах — актриса Театра Комиссаржевской.
Эпизодически выступала в пригородных театрах Петербурга, в собственных антрепризах и других гастрольных труппах.
Наиболее известна как основательница петербургского театра пародий «Кривое зеркало» в 1908 году, в создании которого ей помогал второй муж Александр Кугель.
Одна из ведущих актрис Театра «Кривое зеркало» в 1908—1918 и 1922—1931 годах.
Издавала один из крупнейших российских журналов — «Театр и искусство».
Оставила мемуары о театре, часть которых была напечатана в 1937 году в журнале «Рабочий и театр», а ещё часть — в 1994 году в «Петербургском театральном журнале».

## Личная жизнь
Гражданский муж — Александр Кугель.
Сын — Сергей Сергеевич Томский (Тимофеев) — писатель и драматург.

## Избранные роли

### В Театре Комиссаржевской
- Катерина («Гроза»)
- Анисья («Власть тьмы»)
- Елизавета («Горькая судьбина» Писемского)

### В Театре «Кривое зеркало»
- Анна Андреевна («Ревизор» Евреинова)
- Торцевая («Судьба мужчины» Урванцова)